# 神奈川大学短期大学部
神奈川大学短期大学部（日语：／ Kanagawa Daigaku Tanki Daigakubu *）是过去一所位于日本神奈川县横滨市神奈川区的私立短期大学。

## 概要

### 简介
- 学校最早可以追溯到1928年即横滨学院的创立。短期大学于1950年开办，由学校法人神奈川大学经营。招收男女生到1999年、停办于2002年[1][2]。

### 历史
- 1950年 神奈川大学短期大学部成立并同时设置四个学科、以下列举。
  - 法学科第二部
  - 商学科
    - 第一部
    - 第二部

  - 机械科[注 2]
  - 电机科[注 2]
- 1995年 商学专攻成立于专科[3]
- 1999年 最后一年招生、次年停止招生（正式停办于2002年12月19日[2]）。

## 学校环境
- 校区：位於神奈川县横滨市神奈川区[注 1]

## 历任校长
- 米田吉盛：第一代短期大学校长[1]

## 组织

### 学科
- 法学科第二部
- 商学科
  - 第一部
  - 第二部

### 前学科
- 机械科[注 2]
- 电机科[注 2]

### 专科
- 商学专攻

### 业余课程
- 没有